# Білоконь Максим Віталійович
Макси́м Віта́лійович Білоко́нь (1 квітня 1997, м. Ромни, Сумська область — 27 лютого 2022, поблизу м. Чернігів) — український військовослужбовець, старший лейтенант Збройних сил України, учасник російсько-української війни. Герой України (2022, посмертно).

## Життєпис
Максим Білоконь народився 1 квітня 1997 року в місті Ромнах на Сумщині.
Закінчив Державний ліцей-інтернат з посиленою військово-фізичною підготовкою «Кадетський корпус» імені І. Г. Харитоненка Державної прикордонної служби України (2015), Національної академії сухопутних військ імені гетьмана Петра Сагайдачного.
Служив у 1-й окремій танковій Сіверській бригаді, що базується у селищі Гончарівське Чернігівського району Чернігівської області. Брав участь в операції Об'єднаних сил на Сході України.
Під час нападу російських військ брав участь в обороні Чернігова, знищив диверсійно-розвідувальну групу та 2 танки противника. Загинув 27 лютого 2022 року при обороні міста Чернігів від російських окупантів разом зі своїм танковим екіпажем.
Похований 25 березня 2022 року в родинному місті.
У Максима залишилися мати, сестра, дві доньки, та дружина, яка також служить у війську.

## Нагороди
- звання Герой України з удостоєнням ордена «Золота Зірка» (2 березня 2022, посмертно) — за особисту мужність і героїзм, виявлені у захисті державного суверенітету та територіальної цілісності України, вірність військовій присязі[4].

## Вшанування пам'яті
- Вулиця Максима Білоконя в м. Чернігів. Перейменовано вул. Брестську за рішенням міської ради від 21 лютого 2023 р.